# Francesco Pecoraro
Œuvres principales
La vita in tempo di pace
Francesco Pecoraro, né en 1945 à Rome en Italie, est un architecte italien devenu écrivain.

## Biographie
Après l'obtention de son diplôme d'architecte en 1970, Francesco Pecoraro fait toute sa carrière professionnelle comme architecte et urbaniste auprès de la commune de Rome – dont il devient le directeur technique du Municipio III – avant d'entreprendre, en 2007, une carrière d'écrivain.

## Œuvre littéraire
- Dove credi di andare (recueil de nouvelles), éditions Mondadori, 2007 – prix Berto et prix Napoli 2007
- Questa e altre preistorie, éd. Le lettere, 2008
- Primordio vertebrale (poésie), éd. Ponte Sisto, 2012
- La vita in tempo di pace, éd. Ponte alle Grazie, 2013 – prix Viareggio 2014

- traduit en français sous le titre La Vie en temps de paix par Marc Lesage, Paris, Éditions JC Lattès, 2017, 592 p.  (ISBN 978-2-7096-5611-5)
- Tecnica mista, éd. Ponte alle Grazie, 2014